# مايك كوبر
مايك كوبر هو سياسي كندي، ولد في 31 يوليو 1951 في لندن في كندا. حزبياً، نشط في الحرب الديمقراطي الجديد لأونتاريو. وقد انتخب عضو برلمان مقاطعة أونتاريو.